# سحب عمودي
السحب العمودي هو تمرين لرفع الأثقال يتم إجراؤه عن طريق حمل الوزن بقبضة علوية ورفعه مباشرة إلى عظم الترقوة . هذا تمرين مركب يتضمن العضلة شبه المنحرفة والدالية والعضلة ذات الرأسين . كلما كانت القبضة أضيق، كلما تم تدريب عضلات شبه المنحرفة بشكل أكبر، على عكس العضلات الدالية. يمكن استخدام الحديد أو الدمبل أو الكيتلبل أو جهاز الكابل . بسبب كمية الدوران الداخلي لعظم العضد أثناء هذه الحركة، قد يؤدي هذا التمرين إلى تفاقم متلازمة اصطدام الكتف .

## أصل الاسم
في سبعينيات القرن العشرين، كانت هناك أمثلة على هذا التمرين يُشار إليه باسم تمرينات السحب. لم يعد هذا الأمر شائعًا، ويُستخدم هذا المصطلح الآن في الأغلب للإشارة إلى التمرين الذي يتضمن سحب الجسم إلى أعلى القضيب.

## معرض الصور

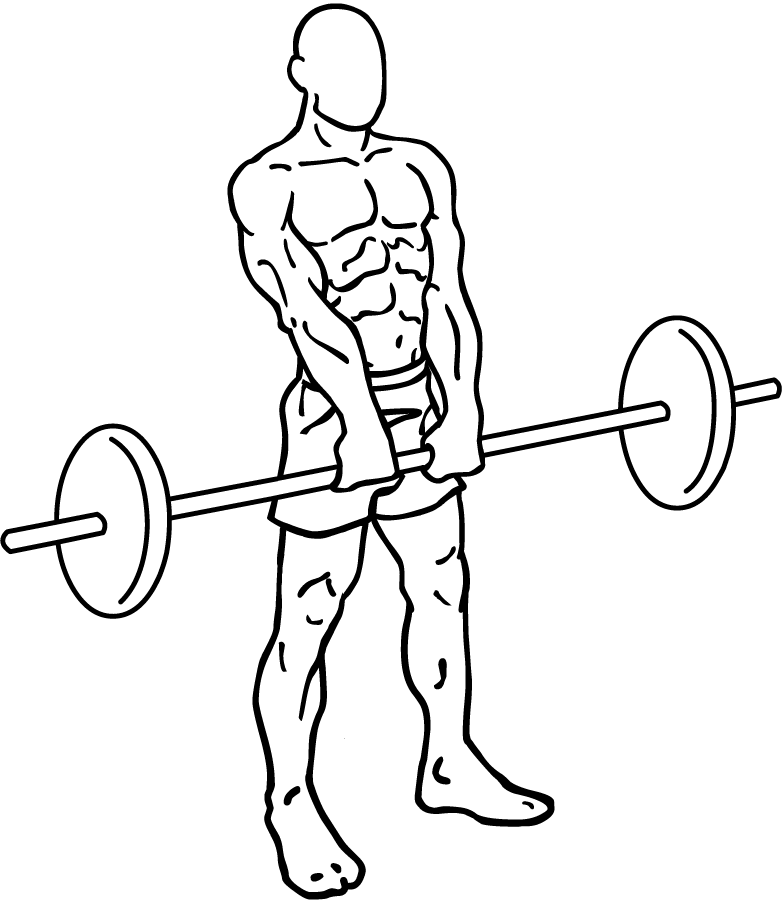
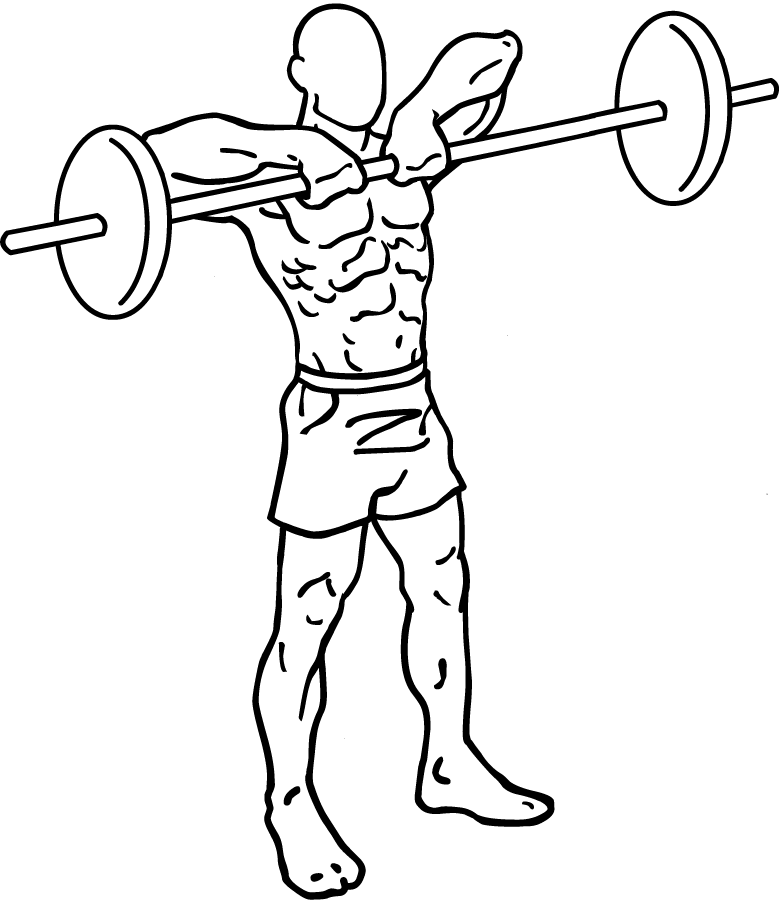
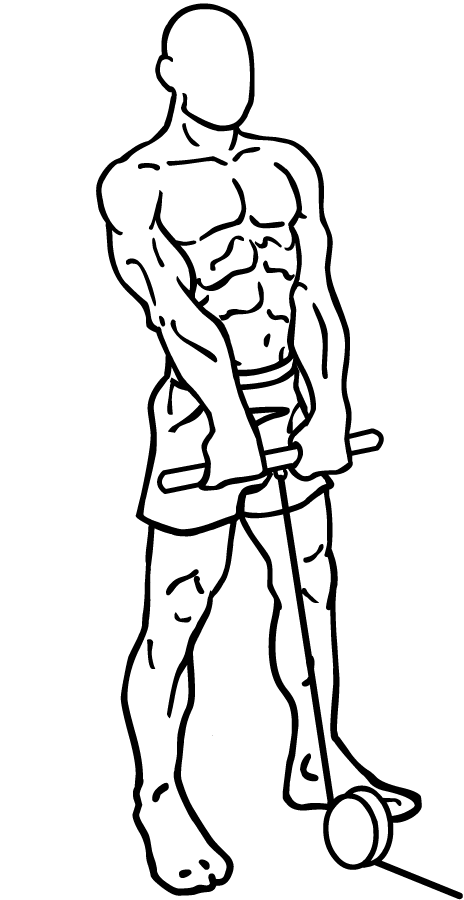
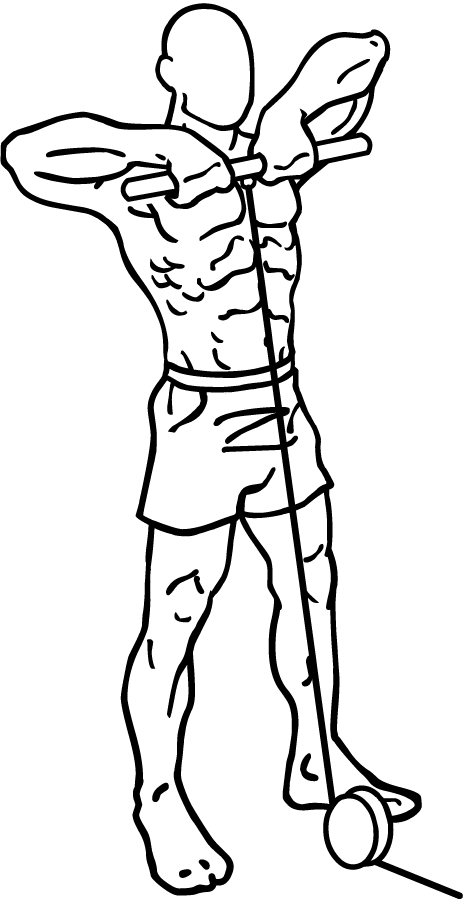
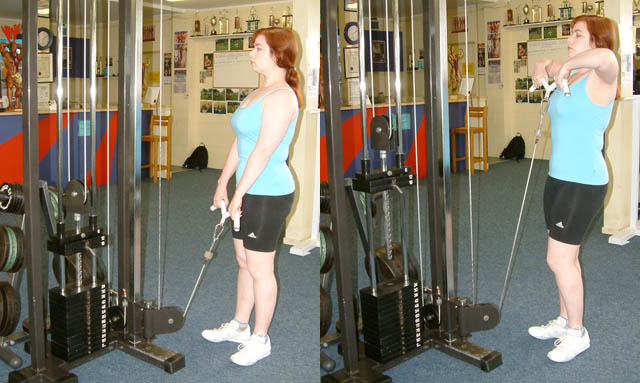
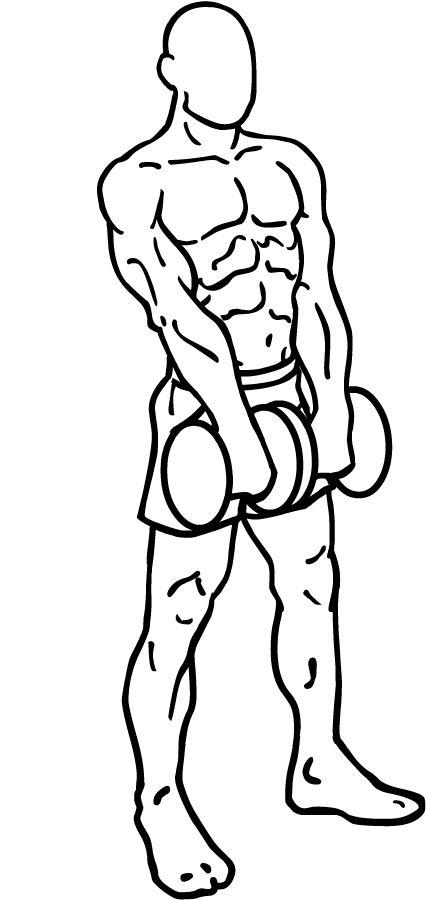
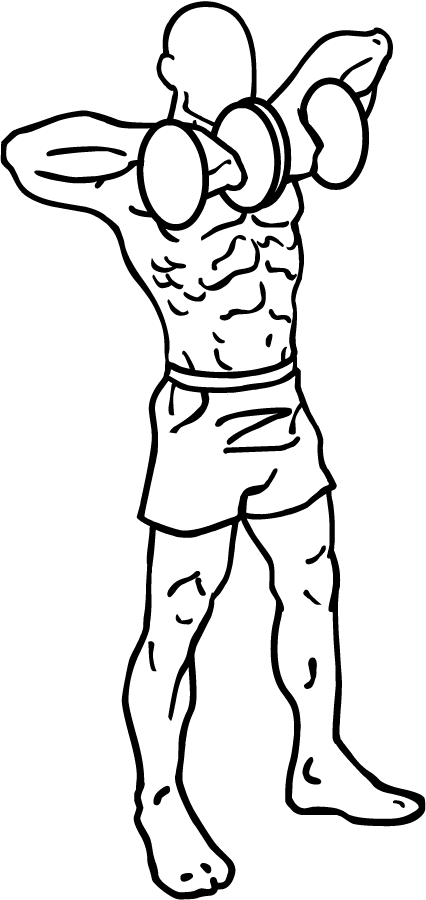
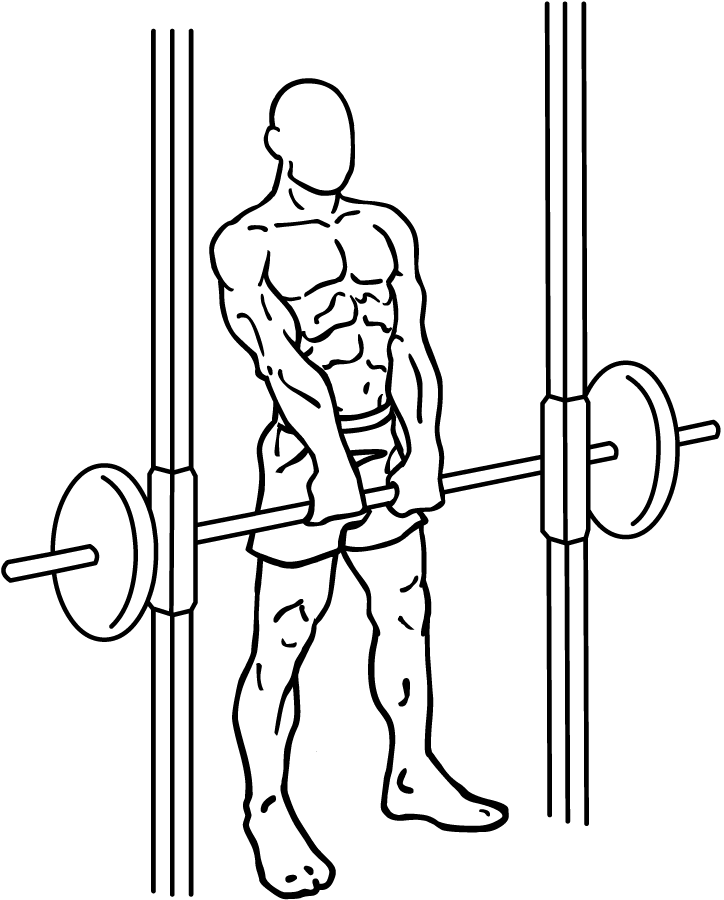
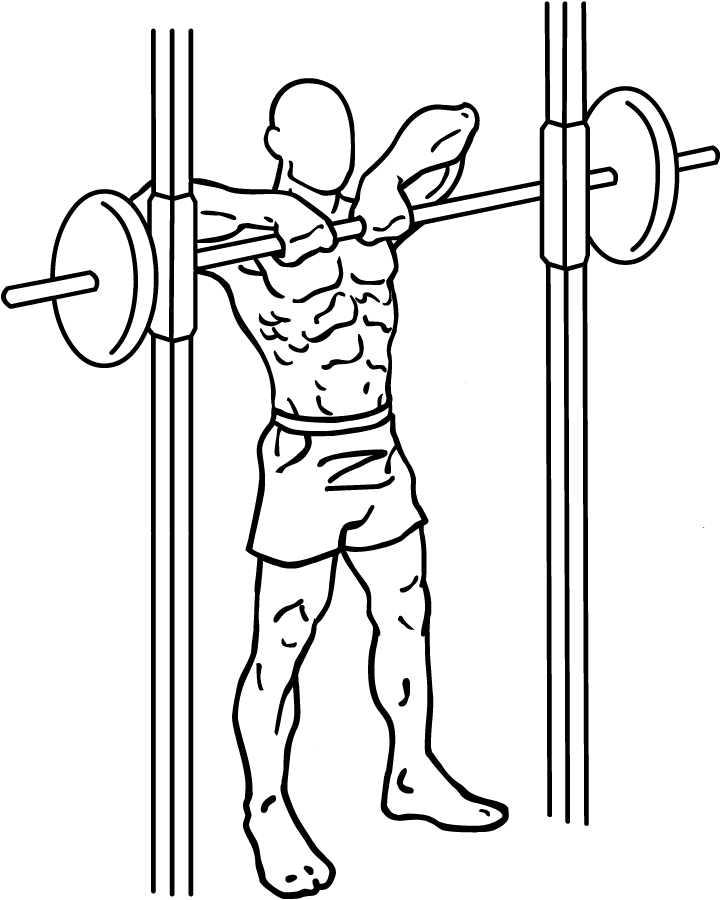

## موانع الاستعمال
بسبب كمية الدوران الداخلي لعظم العضد أثناء هذه الحركة، يعتبر العديد من المدربين والمنظمات مثل ACSM و NFPT هذا تمرينًا ممنوعًا لجميع المتدربين. سينصح معظم الأشخاص على الأقل أولئك الذين يعانون من مشاكل في الكتف بتجنبها. إن الامتناع عن رفع الشريط فوق خط الصدر سيساعد في تجنب الإصابة أو الأعراض المرتبطة بضغط الكفة المدورة. إذا ظهر الألم، فتوقف عن ممارسة هذا التمرين فورًا، فقد يكون ذلك مؤشرًا على وجود اضطراب في عضلة الكفة المدورة . تشمل البدائل رفع الكتفين لتطوير العضلة شبه المنحرفة العلوية والرفع الجانبي للدالية الجانبية.